# Neue Weltordnung
Neue Weltordnung (englisch: new world order) ist ein politisches Schlagwort für Konzepte, international eine Friedens- und Rechtsordnung durch ein System der kollektiven Sicherheit zu etablieren. Der Begriff fand insbesondere in der Außenpolitik der Vereinigten Staaten des 20. Jahrhunderts eine wiederkehrende Verwendung.

## Herkunft und Verwendung des Begriffs
Geprägt wurde der Begriff nach dem Ende des Ersten Weltkriegs als Bezeichnung für die letztlich misslungenen Versuche des amerikanischen Präsidenten Woodrow Wilson, den Völkerbund als internationale Organisation mit einem geschriebenen Völkerrecht zu etablieren.
Die Bezeichnung wurde erneut aufgegriffen durch den damaligen US-Präsidenten George H. W. Bush nach dem Ende der kommunistischen Diktaturen in Osteuropa Ende des 20. Jahrhunderts. Die vorangegangene „alte Weltordnung“, die durch das Gegenüber zweier antagonistischer gesellschaftlicher Systeme und Militärblöcke nach dem Ende des Zweiten Weltkriegs geprägt war, die sich zumindest militärisch mehrere Jahrzehnte auf Augenhöhe begegneten (Kalter Krieg), habe sich seiner Perspektive gemäß mit dem Zusammenbruch der sozialistischen Gesellschaften in Osteuropa aufgelöst.
Bush sprach am 11. September 1990 in einer Rede vor beiden Kammern des Kongresses von einer „neuen Weltordnung“, die nach dem Ende des Kalten Krieges notwendig und wünschenswert sei. Unter anderem hieß es:

„We stand today at a unique and extraordinary moment. The crisis in the Persian Gulf, as grave as it is, also offers a rare opportunity to move toward an historic period of cooperation. Out of these troubled times, our fifth objective—a new world order—can emerge: a new era—freer from the threat of terror, stronger in the pursuit of justice, and more secure in the quest for peace. An era in which the nations of the world, East and West, North and South, can prosper and live in harmony. A hundred generations have searched for this elusive path to peace, while a thousand wars raged across the span of human endeavor. Today that new world is struggling to be born, a world quite different from the one we've known. A world where the rule of law supplants the rule of the jungle. A world in which nations recognize the shared responsibility for freedom and justice. A world where the strong respect the rights of the weak. This is the vision that I shared with President Gorbachev in Helsinki. He and other leaders from Europe, the Gulf, and around the world understand that how we manage this crisis today could shape the future for generations to come.“

„Wir erleben heute einen einzigartigen und außergewöhnlichen Moment. So ernst die Krise am Persischen Golf ist, so bietet sie zugleich die Gelegenheit, zu einer Periode der Zusammenarbeit zu gelangen. Aus diesen schwierigen Zeiten kann unser fünftes Ziel – eine neue Weltordnung – hervorgehen: eine neue Ära – freier von der Bedrohung durch Terror, stärker im Streben nach Gerechtigkeit und sicherer in der Suche nach Frieden. Eine Ära, in der die Völker der Welt, Ost und West, Nord und Süd, prosperieren und in Harmonie leben können. Hundert Generationen haben nach diesem schwer zu fassenden Weg zum Frieden gesucht, während tausend Kriege in der Zeitspanne menschlichen Bemühens wüteten. Heute ringt diese neue Welt um ihre Geburt, eine Welt, die anders ist als die, die wir bisher kannten. Eine Welt, in der die Herrschaft des Rechts die Herrschaft des Dschungels ersetzt. Eine Welt, in der die Völker die gemeinsame Verantwortung für Freiheit und Gerechtigkeit erkennen. Eine Welt, in der der Starke die Rechte des Schwachen respektiert. Das ist die Vision, die ich mit Präsident Gorbatschow in Helsinki geteilt habe. Er und andere Führer Europas, am Golf und auf der ganzen Welt verstehen, dass die Art und Weise, wie wir heute diese Krise lösen, der Zukunft kommender Generationen ihre Gestalt geben könnte.“

Mit der „neuen Weltordnung“ sollte fortan der Anbruch eines neuen, friedlicheren Zeitalters für die Menschheit unter amerikanischer Führung verbunden werden. Letzteres erwies sich nur wenige Monate nach seiner Wiederverwendung mit dem Ersten Irakkrieg als falsch, der sich u. a. durch die ungewöhnlich asymmetrische Verteilung der Kriegsopfer, die einseitige Verfügung des Kriegsendes und den hohen Grad an mittelbaren Umweltschäden auszeichnete, etwa durch den erstmals großflächigen Einsatz von Geschossen mit abgereichertem Uran. Schon zu Zeiten der auf Bush folgenden US-Präsidentschaft Bill Clintons war dieser Begriff weitgehend politisch unbrauchbar geworden, und auch sein Sohn US-Präsident George W. Bush griff ihn nicht erneut auf, sondern prägte in seiner Rede vom 20. September 2001 das politische Schlagwort des Kriegs gegen den Terror.